# St. Pauli-Nachrichten
St. Pauli-Nachrichten war ein in Hamburg erscheinendes Männermagazin. Es wurde 1981 eingestellt. 2008 wurde unter diesem Namen ein neues Magazin gegründet.

## Geschichte
Die 1968 gegründeten St. Pauli-Nachrichten gehörten zu den erfolgreichsten in der Branche. 

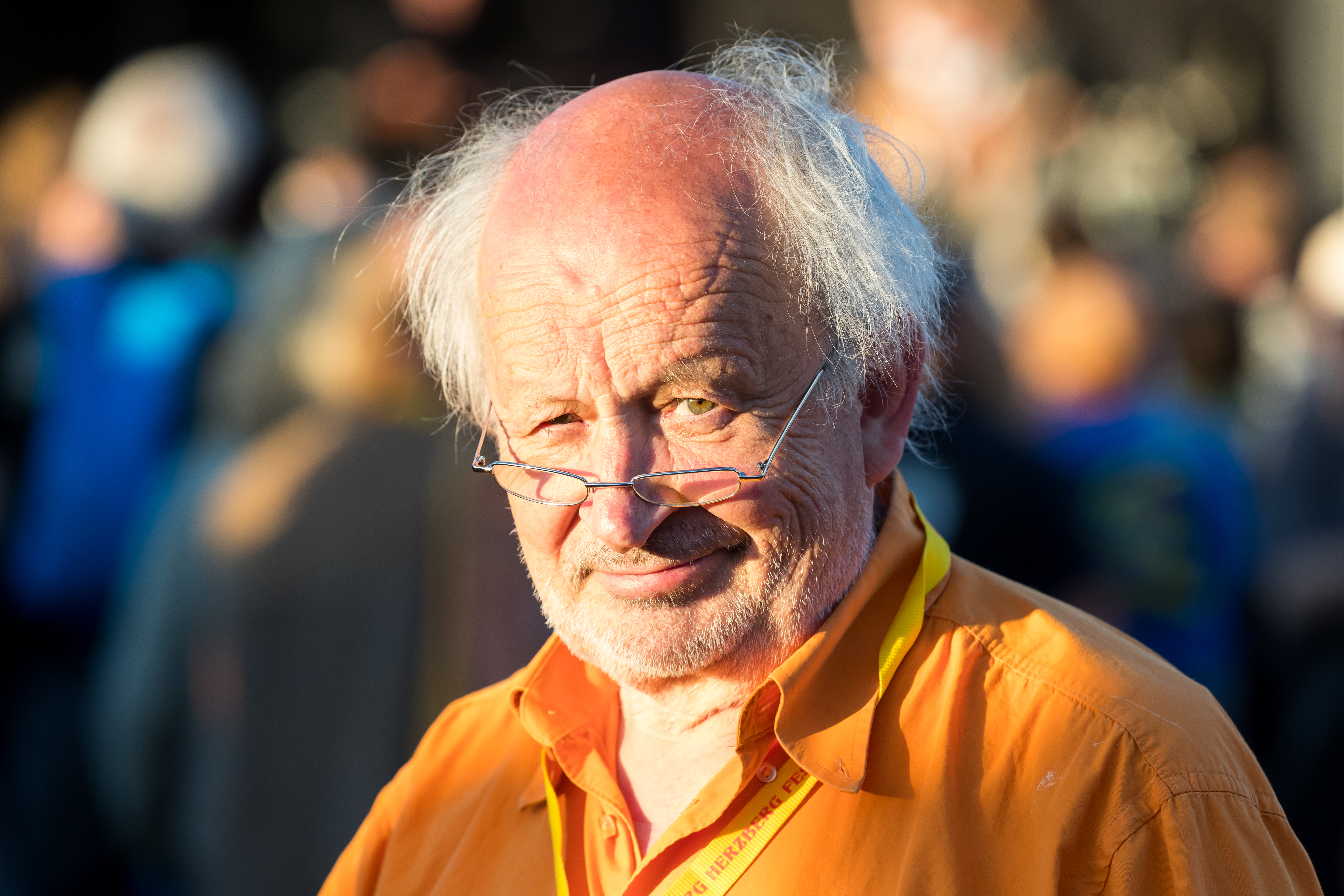
Günter Zint 2017

Sie wurde von dem Fotografen Günter Zint und dem Raritätenhändler Helmut Rosenberg ins Leben gerufen und bot neben zahlreichen pornografischen Bildern und Kontaktanzeigen vor allem in den ersten Jahren auch politisch linksgerichtete, ambitionierte, teilweise brisante Texte. Redakteure waren in dieser Zeit unter anderem Henryk M. Broder und Stefan Aust sowie der 2004 in Berlin verstorbene Journalist Michel Roger Lang. Günter Wallraff lebte zwar eine Zeit lang bei Zint, schrieb aber entgegen anders lautenden Berichten nicht für das Heft. Den politischen Anspruch verlor das Blatt mehr und mehr.

Helmut Rosenberg 1969

Hergestellt wurden die St. Pauli Nachrichten zunächst von der Hamburger Buchdruckerei und Verlagsanstalt Auerdruck GmbH, deren Gesellschafter u. a. die SPD-Politiker Alfred Nau und Herbert Wehner waren. 1971 stellte der Deutsche Kinderschutzbund gegen das Blatt Strafanzeige wegen der Herstellung jugendgefährdender Schriften. Helmut Rosenberg betrieb den Zeitungsverlag bis zum Konkurs im Jahre 1981.

## Namensähnliche Neugründung
Ab November 2008 erschien ebenfalls in Hamburg, aber in einem anderen Verlag, ein Porno-Magazin mit dem Namen St. Pauli Nachrichten – Das Kiez-Magazin. Es suchte seine Leser unter Männern und Frauen. Das Magazin wurde später umbenannt in St Pauli – Das Kiez-Magazin.